# Mar Argentino
Il Mar Argentino è il nome dato dalla Repubblica omonima al settore dell'oceano Atlantico adiacente ai relativi litorali continentali argentini. Definito come una regione ecologica, è il mare epicontinentale ovvero lo spazio acqueo compreso tra la bocca dell'estuario del Río de la Plata a nord, fino all'Isola degli Stati a sud e l’isobata di 200 m sulla piattaforma continentale.
La sua larghezza varia dai 210 km di fronte al Mar del Plata e 850 nella latitudine delle Falkland. La linea costiera si prolunga per 4725 km.